# Văn Trưng Minh
Văn Bích (文壁, 1470-1559), tự Trưng Minh (徵明), hiệu Hành Sơn cư sĩ (衡山居士) là một học giả, nhà thơ, nhà thư pháp, và danh hoạ nổi tiếng của Trung Quốc thời nhà Minh. Ông tinh thông cả thi, văn, thư, hoạ nên được người đời xưng là Tứ tuyệt. Cùng với Thẩm Chu, Đường Dần, Cừu Anh, ông là một trong bốn danh hoạ lớn của thời kỳ này, gọi là Minh tứ gia. Ngoài ra, ông cũng được xưng tụng là một trong bốn tài tử vùng Ngô Trung, cùng với Chúc Doãn Minh, Đường Dần, và Từ Trinh Khanh.

## Tiểu sử
Văn Trưng Minh sinh ngày 28 tháng 11 năm 1470 tại Tô Châu, xuất thân trong một gia tộc có truyền thống võ bị, trước định cư ở Hành Sơn, Hồ Nam, sau mới dời đến Thường Châu ở Tô Châu. Ông là hậu nhân của thừa tướng Văn Thiên Tường thông qua một chi tộc nguồn gốc từ Hành Sơn, vì vậy mới lấy hiệu là Hành Sơn cư sĩ sau này. Ông cố Văn Định Khai (文定开) từng theo Chu Nguyên Chương bình định Trương Sĩ Thành. Phụ thân Văn Lâm (文林) là tiến sĩ khoa năm 1472, được bổ làm huyện lệnh Vĩnh Gia, Ôn Châu, sau thăng làm Tri phủ Ôn Châu, năm 1499 mất tại nhiệm sở. Gia đình Văn Trưng Minh cũng có truyền thống về nghệ thuật. Ông nội Văn Huệ (文惠) và phụ thân Văn Lâm đều có yêu thích hội hoạ, trong đó Văn Lâm là người bảo trợ cho Đường Dần, một trong Minh tứ gia cùng thời với Văn Trưng Minh.
Thuở nhỏ, Văn Trưng Minh viết chữ không đẹp, ông không được tham gia kì khảo thí tại địa phương. Vì vậy ông quyết chí học thư pháp. Từ năm 1489, Văn Trưng Minh theo học hội hoạ từ Thẩm Chu (沈周, 1427-1509), một trong bốn đại danh hoạ đời Minh và cũng là người sáng lập Ngô môn hoạ phái, một trường phái hội hoạ nổi tiếng mà bản thân Văn Trưng Minh cũng là một thành viên nổi bật. Thẩm Chu cũng chính là người viết điếu văn cho tang lễ của Văn Lâm vào năm 1499. Sinh thời Văn Trưng Minh rất kính trọng Thẩm Chu, ông thường nói "Thầy ta không phải người thường vậy, mà là thần tiên vậy !" và luôn nghĩ rằng ông không bao giờ bằng được Thẩm Chu. Về phía minh, Thẩm Chu cũng đánh giá rất cao Trưng Minh, xem Trưng Minh là người "thông tuệ". Từ năm 1498, Văn Trưng Minh học văn thơ từ Ngô Khoan (呉宽), Hữu thị lang Bộ Lại, tiến sĩ đồng khoa với Văn Lâm. Từ năm 1496, ông học hội hoạ từ Kinh Hạo (荆浩) và Quan Đồng (關仝).
Văn Trưng Minh bắt đầu nổi danh từ thời gian này, tài năng thư pháp và hội hoạ của ông được nhiều người biết đến, nhiều danh sĩ, quan lại và nhả quyền quý bắt đầu tìm mua tranh của ông hoặc đặt nhờ ông viết văn. Ông trở thành một trong bốn tài tử nổi tiếng vùng Ngô Trung, cùng với Đường Dần, Chúc Doãn Minh và Từ Trinh Khanh. Văn Trưng Minh là bạn thân của Đường Dần, khi họ Đường bị dính vào nghi án hối lộ quan khảo thí, mất hết đường công danh khoa cử, Văn Trưng Minh đã nhiều lần động viên, an ủi, quan tâm đến bạn của mình. Ông cũng quen biết với nhiều danh sĩ tài tử thời đó, cùng với Thái Vũ (蔡羽) và nhiều người khác lập ra nhóm "Đông trang thập hữu" (Mười người bạn ở trang trại Đông). Vương Hiến Thần, người thiết kế và xây dựng Chuyết Chính Viên, là bạn của Văn Trưng Minh, và Chuyết Chính Viên là nguồn cảm hứng cho nhiều tác phẩm thơ văn và hội hoạ của ông. Văn Trưng Minh thường xuyên cùng bạn bè ngao du sơn thủy suốt vùng Hổ Khâu và Thái Hồ. Tuy nhiên, Trưng Minh ít gần gũi nữ nhân, đối với phụ nữ ông thường lơ đãng chứ không có tính phong lưu trăng hoa. Các bạn bè như Đường Dần, Chúc Doãn Minh và Tiền Đồng Ái (钱同爱) thường đem phụ nữ ra "chọc" Trưng Minh nhưng vô hiệu.
Trái với phụ thân, con đường khoa cử của Văn Trưng Minh rất lận đận. Ông ứng thí cả thảy chín lần, đều không đỗ. Ông cũng dần dần hình thành tư tưởng chán ghét công danh khoa cử. Cuối cùng, được sự tiến cử của Thượng thư bộ Hình Lâm Tuấn (林俊) và Thượng thư bộ Công Lý Sung Tự (李充嗣), vào năm 1523 Văn Trưng Minh được bổ dụng vào một chức vụ thấp trong Hàn lâm viện. Tuy nhiên, đồng nghiệp trong Hàn lâm viện lại tỏ ra ghen ghét với danh tiếng và tài năng thi hoạ của ông, trong đó Dương Duy Thông (楊維聰) là người chống đối Trưng Minh kịch liệt nhất. Người ở viện bắt đầu ca thán "Nha môn này không phải viện hội hoạ, cớ sao lại có hoạ sĩ ở đây ?" Văn Trưng Minh quyết định xin nghỉ, vào lúc năm mươi bảy tuổi rời kinh thành xuôi thuyền về Tô Châu sống hẳn ở đấy, không còn màng chuyện công danh quan trường, dốc lòng vào thi văn và hội hoạ. Đến tận gần chín mươi tuổi, vẫn còn miệt mài viết thư pháp và viết văn bia cho người nhờ đặt.
Văn Trưng Minh mất ngày 28 tháng 3 năm 1559, trong lúc đang viết một bài văn bia. Được truy phong Tư chức lang, Quốc tử giám Bác sĩ. Ông là người sống thọ nhất trong nhóm Ngô Trung tứ tài tử. Mộ phần hiện ở Vườn kỷ niệm Tôn Vũ, Tương Thành, Tô Châu.

## Gia đình
Mẫu thân của Văn Trưng Minh họ Kỳ (祁), bà là người nuôi dưỡng ông và ăn và anh em tại quê nhà khi Văn Lâm làm quan ở Ôn Châu. Kỳ phu nhân mất sớm vào năm 1476, văn bia mộ của bà được Lý Đông Dương (李東陽) chắp bút.
Năm 1490, Văn Trưng Minh lấy người con gái thứ ba của tiến sĩ Ngô Dũ người Côn Sơn (nay thuộc Giang Tô), cháu gọi bằng cậu của danh hoạ Hạ Sưởng (夏昶, 1388-1470). Sử sách không viết gì về tên tuổi của Ngô phu nhân, chỉ biết bà mất năm 1452, và Văn Trưng Minh có hoạ một bức tranh tặng cho một người bạn viếng thăm vào lúc tang lễ.
Con trai cả Văn Bành (文彭, 1497-1573) là một nghệ nhân khắc ấn triện nổi tiếng. Con trai thứ Văn Gia (文嘉, 1501-1583) và cháu gọi bằng chú Văn Bá Nhân (文伯仁, 1502-1575) cũng là danh hoạ. Chắt Văn Chấn Hanh (文震亨, 1585-1645) là một nghệ nhân làm vườn, người tham gia trùng tu vườn Nghệ Phố tại Tô Châu. Chắt gái Văn Thục (文俶, 1595-1634), hiệu Hàn Sơn, là danh hoạ chuyên về cảnh vật cây cỏ và côn trùng. Một hậu duệ khác là Văn Điểm (文點) là danh hoạ đời Thanh.

## Phong cách nghệ thuật
Văn Trưng Minh là con người đa tài đa nghệ, thể hiện năng lực toàn diện ở nhiều mặt, tinh thông cả thi, văn, thư, hoạ nên được người đời xưng là Tứ tuyệt. Về mặt hội hoạ, tác phẩm bao gồm tranh thủy mặc lẫn tranh màu lam-lục (青綠), giỏi cả lối vẽ tỉ mỉ (工筆) lẫn lối vẽ chấm phá (寫意), chủ đề bao gồm cảnh vật, người, hoa, lan, tre đều có cả. Về mặt thư pháp, ông giỏi tất cả các loại thư pháp đương thời, đặc biệt là hành thư và tiểu khải.
Văn Trưng Minh là một trong những danh sĩ không thuộc về trường phái Chiết Giang vốn được xem là chính thống. Cùng với các đồng liêu khác của Ngộ môn hoạ phái, ông theo đuổi phong thái của văn nhân các triều đại trước, vừa thông thạo kinh điển vừa có tài về thi hoạ. Chán ghét khoa cử và quan trường, Trưng Minh và các đồng liêu chủ yếu gây dựng quan hệ với giới danh sĩ đương thời và được đỡ đầu, bảo trợ bởi các nguồn lực "tư nhân" hơn là bởi triều đình. Ảnh hưởng của Văn Trưng Minh đối với trường phái nghệ thuật đất Ngô rất lớn, một phần do thời gian hoạt động nghệ thuật lâu dài của ông, một phần do quan hệ xã giao rộng rãi, một phần là do tài nghệ xuất chúng của các học trò và hậu nhân của Văn Trưng Minh, trong đó bao gồm hậu duệ nhiều đời của Văn gia.
Văn Trưng Minh chịu ảnh hưởng lớn bởi thầy học của mình là Thẩm Chu, người sáng lập Ngô môn hoạ phái, ông cũng thường đề thơ hay viết lời tựa cho nhiều tác phẩm của Thẩm Chu. Mối quan hệ thân tình với Thẩm Chu là một lý do để Văn Trưng Minh được nhiều người biết đến. Cả hai thầy trò đều ngưỡng mộ phong cách nghệ thuật đời Tống - Nguyên, nhưng Văn Trưng Minh không đơn thuần mô phỏng theo mà tự mình kiến tạo ra nhiều phong cách khác nhau, ông được ví như "tắc kè hoa" và tác phẩm của ông thường dễ bị nhầm thành của người khác. Tranh của Văn Trưng Minh rất được ưa chuộng vào thế kỷ 16 và vào cuối đời Minh nhiều người đã làm giả tranh của ông. Trưng Minh cũng hay đề thơ văn lên tranh vẽ, ông xem nghệ thuật và thiên nhiên là một và thường viết văn tả cảnh cũng như vẽ tranh thiên nhiên và cảnh vật các vườn cây như Chuyết Chính Viên.
Văn Trưng Minh từ nhỏ đã được phụ thân gửi đến một nhà thi pháp nổi tiếng ở Tô Châu để dạy dỗ, đến năm 1541 ông trở thành thư pháp gia giỏi nhất Trung Quốc, đặc biệt trong thư pháp hành thư và khải thư. Ông chịu ảnh hưởng bởi Hoàng Đình Kiên (黃庭堅), thư pháp gia nổi tiếng đời Tống. Thư pháp của Văn Trưng Minh mềm mại, phô diễn, ổn định và trầm tĩnh, mang dáng dấp đời Tấn - Đường. Văn chương của ông ít bóng bẩy hơn, thể hiện sự trầm tĩnh và trau chuốt trong lời văn.

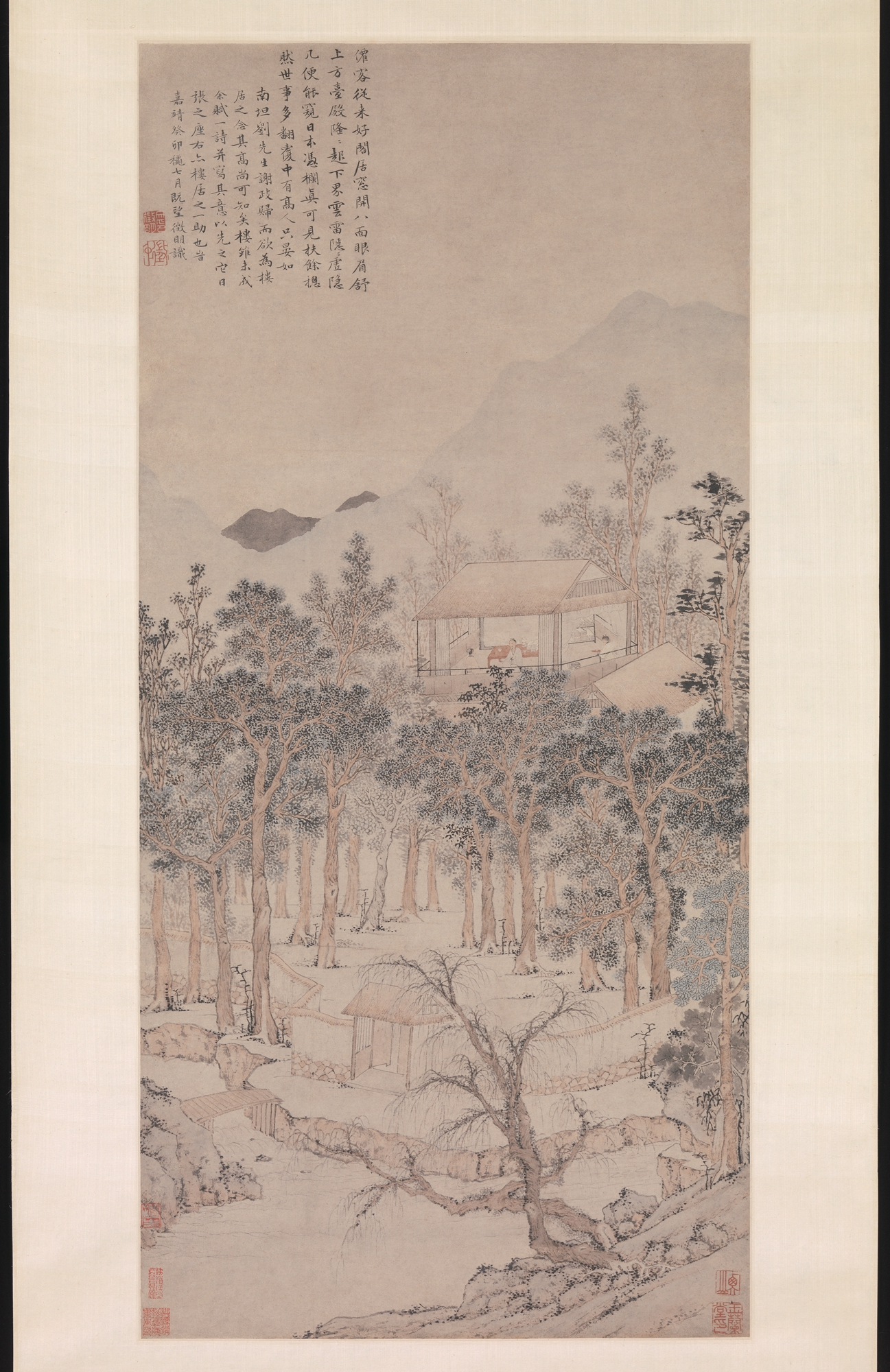
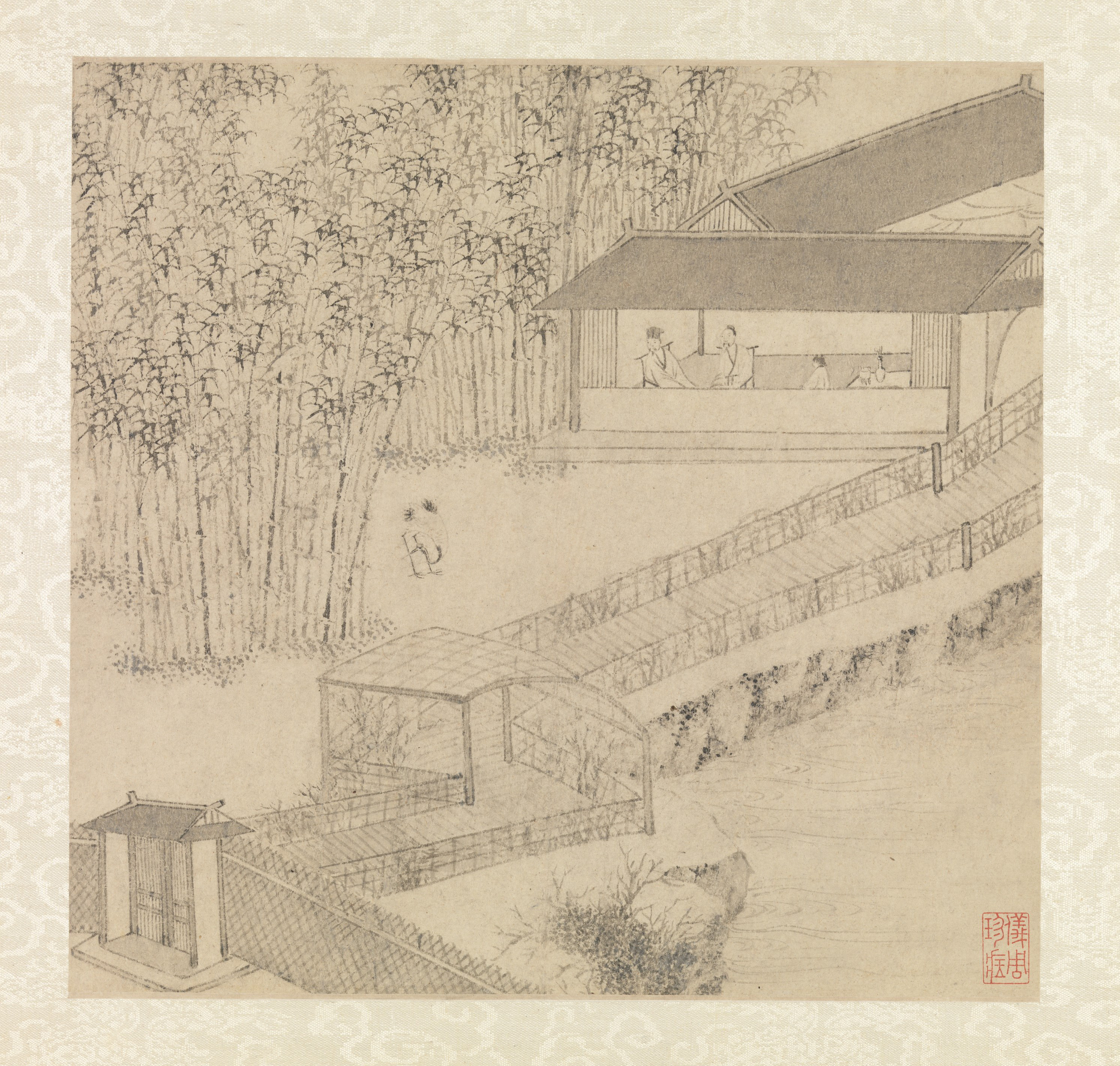
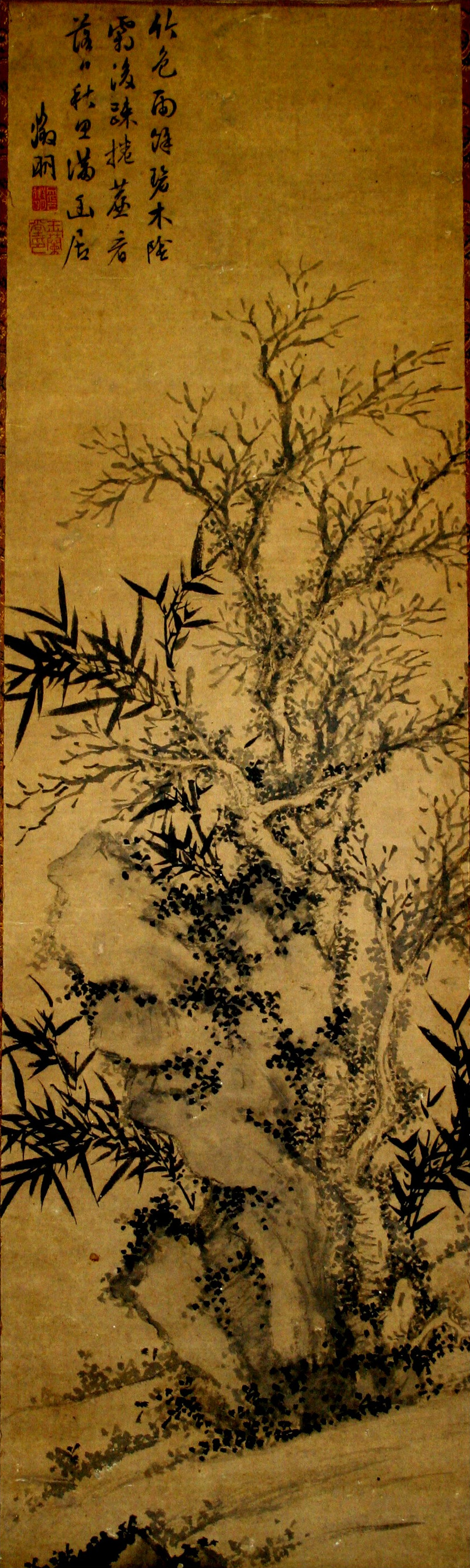
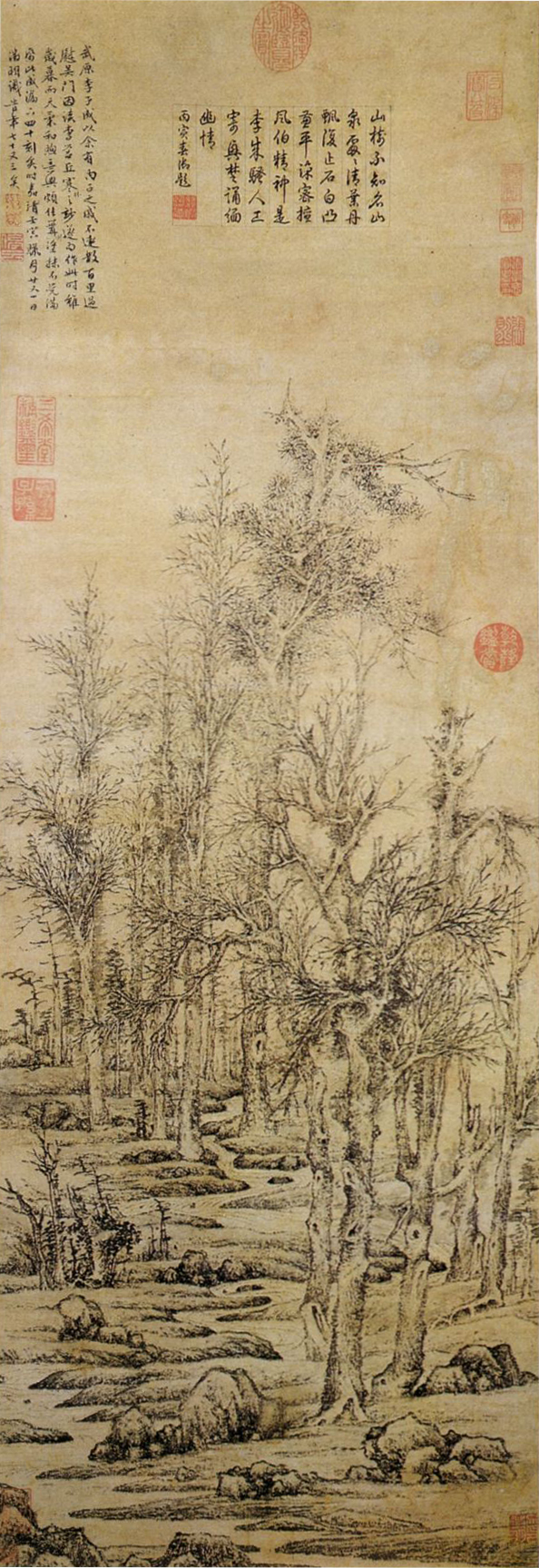
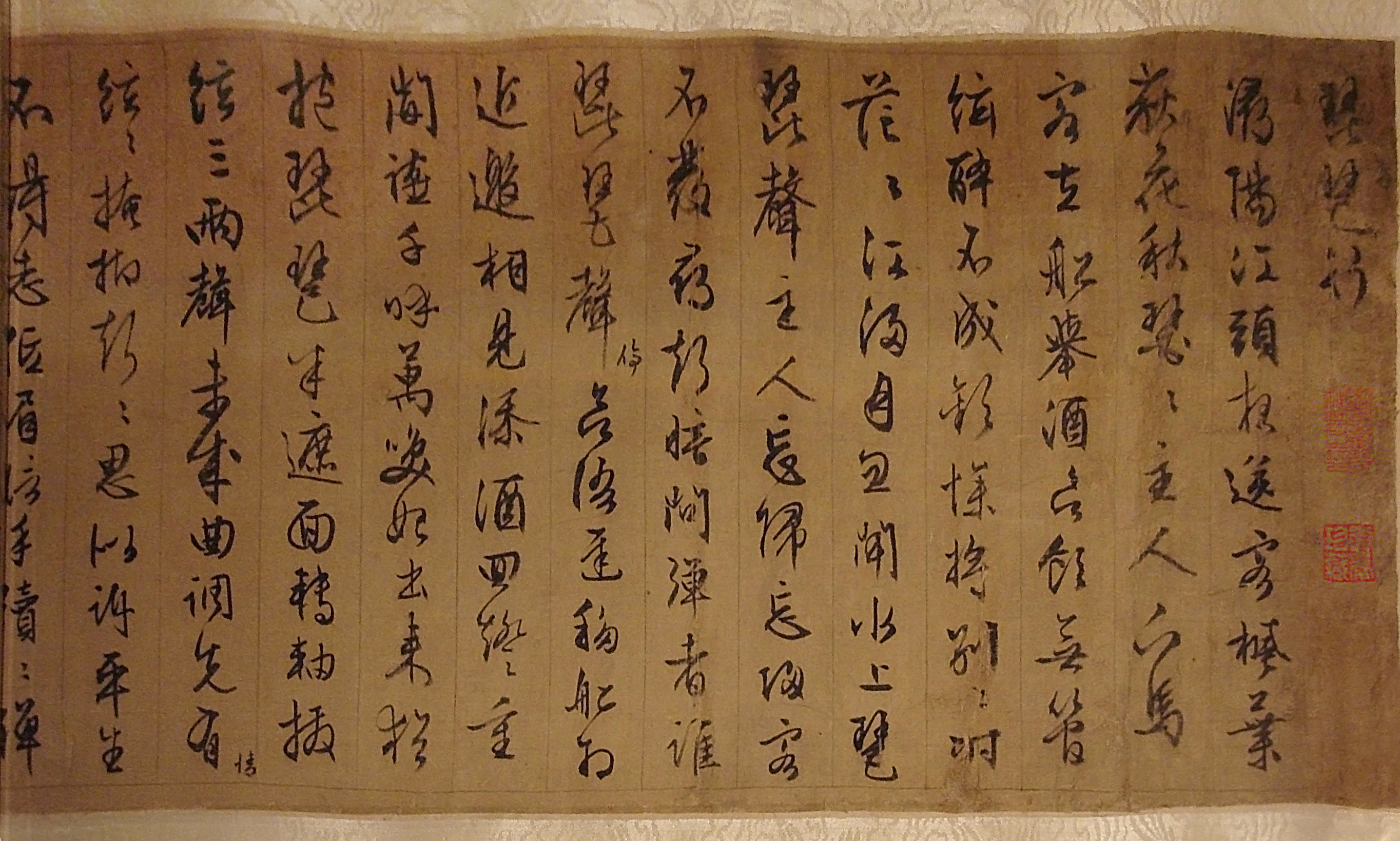